# NGC 3710
NGC 3710 est une galaxie elliptique située dans la constellation du Lion. NGC 3710 a été découverte par l'astronome germano-britannique William Herschel en 1785.

## Caractéristiques
Selon la base de données Simbad, NGC 3710 est une galaxie LINER, c'est-à-dire une galaxie dont le noyau présente un spectre d'émission caractérisé par de larges raies d'atomes faiblement ionisés.

### Distance
Sa vitesse par rapport au fond diffus cosmologique est de 6 771 ± 23 km/s, ce qui correspond à une distance de Hubble de 99,9 ± 7,0 Mpc (∼326 millions d'al).
À ce jour, deux mesures non basées sur le décalage vers le rouge (redshift) donnent une distance de 93,700 ± 21,268 Mpc (∼306 millions d'al), ce qui est à l'intérieur des valeurs de la distance de Hubble. Notons cependant que c'est avec la valeur moyenne des mesures indépendantes, lorsqu'elles existent, que la base de données NASA/IPAC calcule le diamètre d'une galaxie et qu'en conséquence le diamètre de NGC 3710 pourrait être d'environ 39,9 kpc (∼130 000 al) si on utilisait la distance de Hubble pour le calculer.